# Лозе, Генрих
Генрих Лозе (нем. Hinrich Lohse; 2 сентября 1896 года, Мюленбарбек, район Штайнбург, область Шлезвиг-Гольштейн — 25 февраля 1964 года, там же) — высокопоставленный деятель НСДАП и нацистской Германии, один из организаторов и руководителей оккупационного режима на территории СССР, рейхскомиссар рейхскомиссариата Остланд.

## Биография
В начале Первой мировой войны был призван в армию, воевал на Западном фронте. После поражения Германии в войне, с 1919 по 1922 годы работал банковским клерком.
В это время активно заявило о себе новое мощное политическое образование — НСДАП, созданная ещё в 1920 году, но пока не представлявшая собой значимой альтернативы коррумпированному правящему режиму Веймарской республики, которая была разорена контрибуциями и послевоенным экономическим упадком. В условиях общей политической нестабильности и рекордной стагфляции, охватившей Германию, возник спрос на радикальные политические силы, которые со временем приобрели популярность в народных массах.
Уже в начале 1923 года Лозе оставил службу в банке и вступил в НСДАП, получив партийный билет под номером 37522. Здесь Лозе тесно сблизился с Грегором Штрассером. Генрих Лозе, начинающий политик, заручился поддержкой Штрассера и благодаря его ходатайству 22 февраля 1925 года получил выгодное назначение на пост гауляйтера Шлезвиг-Гольштейна, что можно было расценить как успешное начало политической карьеры. Партия, однако, переживала не лучшие времена, и в итоге из-за многочисленных внутрипартийных интриг и неодобрительного отношения официальных властей (вызванного скандальным Пивным путчем) её деятельность оказалась под запретом. События развивались стремительно, и уже в скором времени запрет был снят, не без участия братьев Штрассеров. Генрих Лозе вторично вступил в НСДАП 13 июля 1925 года, и с этой поры началась целая череда назначений партийного функционера, который вновь и вновь оправдывал доверие своих влиятельных покровителей. Вскоре он вошёл в состав ландтага Пруссии. Затем, с 1928 по 1929 год, Лозе занимал важный пост начальника (комиссара) гау Гамбург.
В начале тридцатых Лозе ожидал очередной карьерный взлёт. Он сумел зарекомендовать себя надёжным и работоспособным исполнителем, обладающим ярко выраженными административными способностями. 15 июля 1932 года последовало новое назначение на пост ландесинспектора НСДАП в подведомственной ему области «Север». Затем наступил 1933 год, который, без сомнения, можно считать кульминационным в карьере Лозе. За год Генрих Лозе резко продвинулся по карьерной лестнице. 30 января он удостоился звания обергруппенфюрера СА (нем. Sturmabteilung) (штурмовые отряды, также известные в народе под названием «коричневорубашечников», — система военизированных формирований НСДАП; в 1934 году военные руководители СА, несогласные с политикой Гитлера и ростом его влияния на политические процессы, решились на мятеж, который был незамедлительно подавлен Гитлером, после чего он же возглавил СА). В мае Лозе получил назначение на пост оберпрезидента земли Шлезвиг-Гольштейн. В довершение ко всему Лозе удостоился статуса прусского государственного советника. Через некоторое время, уже в 1935 году, Генрих Лозе был назначен имперским комиссаром обороны XI военного округа. Аналогичный пост в Шлезвиг-Гольштейне Лозе получил в следующем, 1939 году.

## Деятельность в рейхскомиссариате Остланд

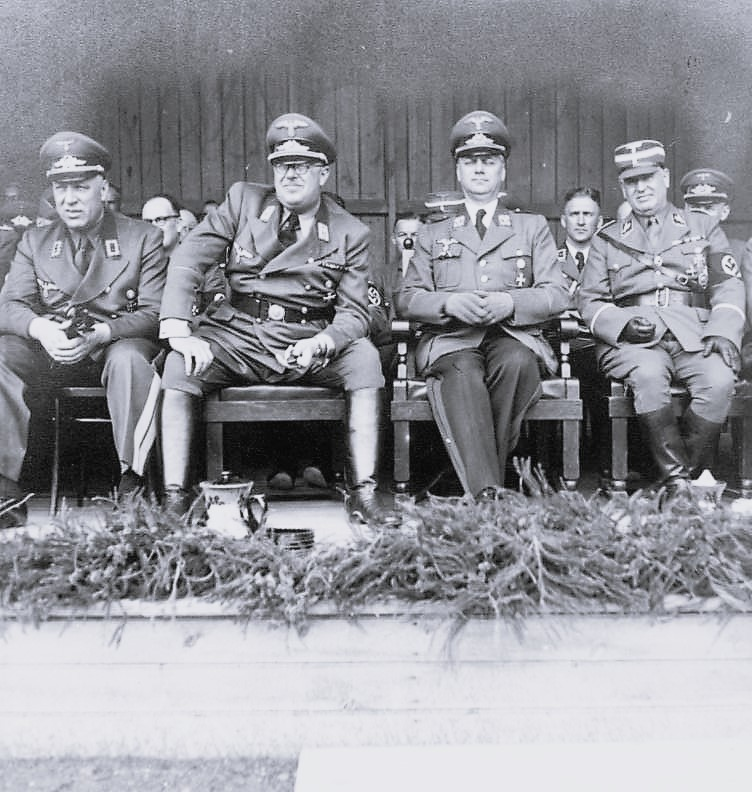
Дрекслер, Лозе, Розенберг и фон Медем на церемонии в Добеле, 1942

17 июля 1941 года Лозе получил назначение на должность рейхскомиссара оккупированных восточных территорий — рейхскомиссариата Остланд. Именно на этом посту Лозе приобрёл свою печальную известность. В состав рейхскомиссариата входили территории Латвии, Эстонии, Литвы, Белоруссии, получивших статус генеральных комиссариатов со своими собственными руководителями.
Штаб-квартира Лозе располагалась в Риге. На территории рейхскомиссариата Остланд были осуществлены многочисленные карательные акции против мирного населения.
Являясь рейхскомиссаром Остланда, Лозе одновременно продолжал исполнять обязанности оберпрезидента земли Шлезвиг-Гольштейн. Осенью 1944 года, в ходе широкомасштабного наступления советских войск, он фактически бежал из Прибалтики. 6 мая 1945 года Лозе по требованию британского командования был смещён со своего поста, а вскоре арестован.

## Послевоенный период
В 1948 году Генрих Лозе предстал перед судом по денацификации в Билефельде. «Кровавый Генрих» был приговорён к десяти годам тюремного заключения. В 1951 году было принято решение освободить узника по состоянию здоровья. Последние годы жизни экс-рейхскомиссар прожил сравнительно спокойно в родном городке, где и скончался в 1964 году.